# (2508) Alupka
(2508) Alupka es un asteroide perteneciente al cinturón de asteroides descubierto por Nikolái Stepánovich Chernyj desde el Observatorio Astrofísico de Crimea, en Naúchni, el 13 de marzo de 1977.

## Designación y nombre
Alupka recibió al principio la designación de 1977 ET1.
Más tarde, en 1984, se nombró por la localidad crimea de Alupka.

## Características orbitales
Alupka está situado a una distancia media del Sol de 2,368 ua, pudiendo alejarse hasta 2,672 ua y acercarse hasta 2,064 ua. Su excentricidad es 0,1284 y la inclinación orbital 6,08 grados. Emplea en completar una órbita alrededor del Sol 1331 días.

## Características físicas
La magnitud absoluta de Alupka es 13 y el periodo de rotación de 17,7 horas.